# Урзула фон дер Лајен
Урзула Гертруд фон дер Лајен (дев. Албрехт, Иксел, 8. октобар 1958) немачка је политичарка и тренутна председница Европске комисије (ЕК). Обављала је функцију министарке одбране Немачке 2013—2019. Чланица је централно-десничарске Хришћанско-демократске уније (CDU), те прва жена на позицији немачког министра одбране и прва која је постала председница ЕК.
Крајем 1990-их она се укључила у локалну политику у регији Хановер, а од 2003. до 2005. била је министарка владе у државној влади Доње Саксоније. Године 2005, придружила се савезном кабинету, прво као министарка породичних послова и омладине од 2005. до 2009, затим на месту министра за рад и социјална питања од 2009. до 2013. и на крају на месту министра одбране од 2013. до 2019. године, прве жене која је обављала функцију немачког министра одбране. Када је напустила функцију, она је била једина министарка која је непрекидно радила у кабинету Ангеле Меркел откако је Меркел постала канцеларка. Она је била заменик лидера ЦДУ од 2010. до 2019. године, а раније се сматрала водећим кандидатом за наследницу Меркелове као канцеларке и фаворитом за генералног секретара НАТО-а.
Европско веће је фон дер Лајен предложило 2. јула 2019. године као кандидата за председника Европске комисије. Потом ју је Европски парламент изабрао 16. јула; она је ступила на дужност 1. децембра, поставши прва жена у таквој улози.
Фон дер Лајен је уврштена међу 100 најутицајнијих људи 2020. на списку часописа Тајм.

## Породица и рани живот
Фон дер Лајен је рођена 1958. године у Икселу, Брисел, Белгија, где је живела до своје 13. године. У породици је од детињства била позната као Решен, што је деминутив од Роуз. Њен отац Ернст Албрехт радио је као један од првих европских државних службеника од успостављања Европске комисије 1958. године, прво као шеф кабинета европског комесара за конкуренцију Ханса фон дер Гроебена у Комисији Халстајн, а затим као општи директор Генералног директората за конкуренцију од 1967. до 1970. године. Урзула је похађала је Европску школу у Бриселу I.
Године 1971, Урзула преселила се у Лерте у регији Хановер након што је њен отац постао извршни директор прехрамбене компаније Бахлсен и укључио се у државну политику у Доњој Саксонији. Њен отац је био министар председника Доње Саксоније (државни премијер) од 1976. до 1990, и поновно је биран на изборима за државни парламент 1978, 1982. и 1986. Године 1980, он се кандидовао за ЦДУ номинацију за немачког канцелара, чему је дао подршку председник ЦДУ Хелмут Кол, али је за уску маргину изгубио кандидатуру у корист колеге конзервативца Франца Јозефа Штрауса (који је тада изгубио на општим изборима од садашњег канцелара Хелмута Шмита); на државним изборима 1990. Ернст Албрехт је изгубио је позицију у корист Герхарда Шредера, који је касније постао немачки канцелар.
Већина њених предака били су из бивших држава Хановер и Бремен у данашњој северозападној Немачкој; она има једну америчку прабаку првенствено британског порекла, са удаљенијим француским и италијанским прецима, и неке претке из данашњих балтичких држава, тада у царској Русији. Породица Албрехт била је међу hübsche („дворским“ или „отменим“) породицама бирачког тела и Краљевине Хановер - државе која је била у персоналној заједници са Уједињеним Краљевством - а њени преци су од тада били лекари, правници и државни службеници од 17. века. Њен прапрадеда Георг Александер Албрехт преселио се у Бремен у 19. веку, где је постао богати трговац памуком, део ханзеатске елите и аустроугарски конзул од 1895. Он се оженио са Луизом Доротеом Бети фон Кнуп (1844–1889), ћерком барона Јохана Лудвига фон Кнупа, једног од најуспешнијих предузетника Руског царства 19. века.
Фон дер Лајенини деда и бака са очеве стране су били трговци памуком Карл Албрехт (1875–1952) и Мери Ладсон Робертсон (1883–1960), Американка која је припадала плантажерској породици из Чарлестона, Јужна Каролина. Њени амерички преци имали су значајну улогу у британској колонизацији Америка, и она потиче од многих првих енглеских насељеника Каролине, Вирџиније, Пенсилваније и Барбадоса, и од бројних гувернера из колонијалне ере. Међу њеним прецима били су гувернери Каролине Џон Јиманс, Џејмс Мур, Роберт Гибес, Томас Смит и Џозеф Блејк, заменик гувернера Пенсилваније Самјуел Карпентер и амерички револуционар и поручник гувернера Јужне Каролине Џејмс Ладсон. Породица Ладсон је била власник великих плантажа и њен предак Џејмс Х. Ладсон је поседовао преко 200 робова до времена када је укинуто ропство у Сједињеним Државама; њени рођаци и преци били су међу најбогатијим у британској Северној Америци у 18. веку, а потиче од једног од највећих британских трговаца робљем тог доба, Џозефа Врага. Карл и Мери били су родитељи деде Урзуле фон дер Лајен, психолога Карла Албрехта, који је био познат по развоју новог метода медитације и истраживању мистичне свести. Она је нећакиња диригента Џорџа Александра Албрехта и рођака главног диригента Холандске националне опере Марка Албрехта.
Године 1986, она се удала за лекара Хајко фон дер Лајена, члана породице фон дер Лајен која се обогатила трговином свилом и стекла племићки статус 1786; њен супруг је постао професор медицине и извршни директор компаније за медицински инжењеринг. Они су се упознали у универзитетском хору у Гетингену. Они имају седморо деце рођене између 1987. и 1999. Породица фон дер Лајен припада лутеранским члановима Евангеличке цркве Немачке.
Урзула фон дер Лајен је говори немачки и француски као матерње језике; она течно говори енглески језик, живећи пет година у Уједињеном Краљевству и Сједињеним Државама. Она живи са својом породицом на фарми у близини Хановера где узгајају коње. Она је ентузијастични коњаник и бавила се такмичарским јахањем.

## Почасти
У 2019. години и поново у 2020. години, Форбс ју је навео као четврту најмоћнију жену на свету. У децембру 2020. године, фон дер Лајен је добила Глобалну грађанску награду за обављање дужности светског лидера.

### Стране почасти
- Литванија:
  -  Велики крст Реда за заслуге у Литванији (2. март 2017)[24]
- Мали:
  -  Командант Националног реда Малија (4. април 2016)

## Публикације
- Ursula von der Leyen, C-reaktives Protein als diagnostischer Parameter zur Erfassung eines Amnioninfektionssyndroms bei vorzeitigem Blasensprung und therapeutischem Entspannungsbad in der Geburtsvorbereitung, doctoral dissertation, Hannover Medical School, 1990[25]
- Ursula von der Leyen, Maria von Welser, Wir müssen unser Land für die Frauen verändern. Bertelsmann, Munich. 2007.  978-3-570-00959-8.
- Ursula von der Leyen, Liz Mohn, Familie gewinnt. Bertelsmann Foundation. 2007.  978-3-89204-927-2.